# Saint-Maurice-la-Clouère
Saint-Maurice-la-Clouère is een gemeente in het Franse departement Vienne (regio Nouvelle-Aquitaine) en telt 1076 inwoners (2004). De plaats maakt deel uit van het arrondissement Montmorillon.

## Bezienswaardigheid
De romaanse kerk dateert uit de XIIde eeuw en valt op door zijn koor.

## Geografie
De oppervlakte van Saint-Maurice-la-Clouère bedraagt 39,7 km², de bevolkingsdichtheid is 27,1 inwoners per km².
De onderstaande kaart toont de ligging van Saint-Maurice-la-Clouère met de belangrijkste infrastructuur en aangrenzende gemeenten.

## Demografie
Onderstaande figuur toont het verloop van het inwonertal (bron: INSEE-tellingen).